# Кармак, Кейт
Кейт Кармак (1862—1920) — индианка племени тагиш. Кармак была первой женой Джорджа Кармака, а также сестрой Джима Скукума и тётей Чарли Доусона, первооткрывателей золота Клондайка. Индейское имя: Шаау Тхлаа [ʃaːw tɬʰáː]. Существуют версии, что именно она первой обнаружила золото на участке Дискавери.
В 2003 году вышла книга о женщинах Клондайка («Frontier spirit: the brave women of the Klondike»). Среди представленных биографий на одном из первых мест стоит имя Кейт Кармак.

## Биография
Шаау Тхлаа родилась в племени тагиш и жила в индейской деревне на берегу одноимённого озера. В 1880-х годах вместе с наводнившими регион стрателями появился и Джордж Кармак. Он пришёл в деревню вместе с Джимом Скукумом и Чарли Доусоном и предложил Шаау Тхлаа перезимовать с ним в Дайи. Она согласилась. Официальной регистрации брака не было.
Кейт жила с Джорджем Кармаком с 1888 по 1900 год и родила от него дочь Графи (Graphie). Первое время они жили в разных местах в бассейне реки Юкон. Кармак занимался торговлей. В 1896 году их посетили Джим Скукум, Чарли Доусон и их семьи. В это же время они встретили Роберта Хендерсона, который предложил компании попробовать помыть золото на реке Клондайк. Золото было обнаружено 19 августа, что является началом золотой лихорадки.
В 1898 году Кармак предложил всем переехать в США. Кейт испытывала проблемы с американским законом. Газета Yukon Nuggets утверждает, что она исполнила индейский военный танец в гостинице Сиэтла. Через некоторое время после этого Кармак ушёл от неё и женился на бывшей проститутке из Доусона. Кейт требовала от бывшего мужа официального развода по "белым" законам, а также алименты. Она воспитывала их дочь Графи, которая родилась в январе 1891 года.
В 1901 году Кейт вернулась в Юкон и жила в Каркроссе. Финансовую поддержку ей оказывал её брат Джим Скукум. В 1909 году Джордж Кармак вернулся в Юкон и забрал Графи в США, после чего Кейт её никогда не видела. В 1920 году Кейт Кармак умерла во время эпидемии гриппа.